# Lebensborn

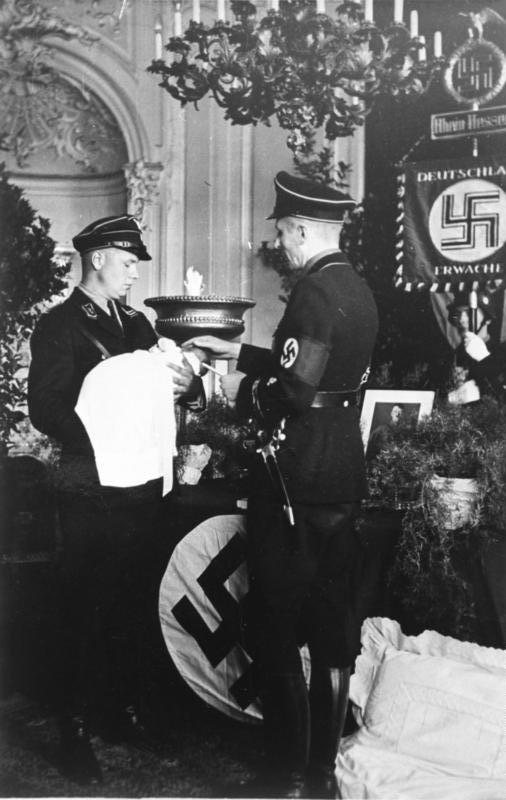
Nazistisk namngivningsrit i Lebensborn 1936.

Lebensborn (tyska: "livets brunn") var i Nazityskland ett mänskligt avelsprogram som gick ut på att förädla den ariska rasen för att skapa den ariska elit som skulle leda världens nya herrefolk.
Lebensborn-programmet omhuldades av Reichsführer-SS Heinrich Himmler. Han ansåg att det skulle trygga Tysklands och tyskarnas framtid som världshärskare. Projektet gick ut på att uppmuntra tyska män att sprida sina överlägsna gener och att ge ogifta unga ariska kvinnor möjlighet att föda sina barn i hemlighet. Barnen skildes sedan, om mödrarna så önskade, från sina mödrar och placerades antingen i särskilda Lebensborn-kliniker som fanns, eller adopterades av ariska familjer, företrädesvis till SS-män. Programmet byggde i allt väsentligt på följande grundstenar:
- Att man var tvungen att rädda den "nordiska rasen" från undergång som annars ofrånkomligen skulle ske på grund av defekter vid nyfödslar.
- Samling av alla så kallade germanska folk i ett "rike" som en etapp i skapandet av ett nationalsocialistiskt imperium.
- Ett folks värde ansågs mätas i dess folkmängd samt på soldaternas och soldatmödrarnas "rasmässiga överlägsenhet". Därför skulle födelsetalet ökas och barnen vara av garanterat "renrasigt ariskt ursprung".

De flesta Lebensbornkliniker fanns i Norge. Ungefär 8 000 norska kvinnor födde barn under andra världskriget. Dessa barn skulle efter kriget, i nedsättande mening, komma att kallas Tyskerunger.